# Universidade Federal Fluminense

Fluminense Federal University logo

Universidade Federal Fluminense är ett universitet i Brasilien. Det ligger i kommunen Niterói och delstaten Rio de Janeiro, i den sydöstra delen av landet, 900 km sydost om huvudstaden Brasília. 